# Peter Fischer
Peter Gunnar Fischer, född 18 mars 1942 i Stockholm, är en svensk filmfotograf.

## Biografi
Peter Fischer är son till filmfotografen Gunnar Fischer och bror till dito Jens Fischer och började sin konstnärliga bana redan som barn med några mindre roller i barnfilmen Tant Grön, Tant Brun och Tant Gredelin (1947) och i Ingmar Bergmans film Kvinnors väntan (1952) och utgör med sin bror också underlag för faderns tre barnböcker Peter och Kajan på långresa (1946), Peter är barnvakt (1949) och Peter, Jens och Rosenblom (1960).
19 år gammal började han sedan sin egen filmfotografiska bana som assistent/B-fotograf till Arne Sucksdorffs Pojken i trädet och med sin far i Bergman-filmen Lustgården i regi av Alf Kjellin (båda 1961). Därefter har han arbetat med ett stort antal filmer och TV-produktioner med regissörer som Mai Zetterling, Hasse Ekman, Hrafn Gunnlaugsson, Jan Halldoff, Jonas Cornell, Richard Hobert, Marianne Ahrne, Kjell Grede, Hasse och Tage, Peter Watkins, Jarl Kulle med flera och fotograferat TV-serier som Babels hus (1981), August Strindberg: Ett liv (1985), I dag röd (1987), Lysande landning (1987), Fiendens fiende (1990) och Morsarvet (1993). Han har även medverkat i filmmusik-produktion.

## Filmografi (foto)

### A-foto
- Annalisa och Sven (2004)
- Jeppe på berget (1995)
- Man kan alltid fiska (1994)
- Morsarvet (1993)
- Apelsinmannen (1990)
- Fiendens fiende (1990)
- Sommarens tolv månader (1988)
- I dag röd (1987)
- Lysande landning (1987)
- Tekniskt centrum (1987)
- Bödeln och skökan (1986)
- August Strindberg: Ett liv (1985)
- Den tredje lyckan (1983)
- Babels hus (1981)
- Portrait - A Film of Stockholm (1981)
- Det löser sig (1976)
- Livet är stenkul (1967)
- Bosse Högberg vs. Sandro Mazzinghi (1966)
- Samtal (1964)

### B-foto/Fotoassistent
- Klara Lust (1972)
- Mera ur Kärlekens språk (1970)
- Ministern (1970)
- Gladiatorerna (1969)
- Harry Munter (1969)
- Bokhandlaren som slutade bada (1969)
- Ola & Julia (1967)
- Oj oj oj eller Sången om den eldröda hummern (1966)
- Ormen (1966)
- Att angöra en brygga (1965)
- Festivitetssalongen (1965)
- För vänskaps skull (1965)
- Älskande par (1964)
- Äktenskapsbrottaren (1964)
- Min kära är en ros (1963)
- Siska (1962)
- Lustgården (1961)
- Pojken i trädet (1961)